# Пристанское сельское поселение
Пристанское се́льское поселе́ние — муниципальное образование в Таврическом районе Омской области Российской Федерации.
Административный центр — село Пристанское.

## История
Статус и границы сельского поселения установлены Законом Омской области от 30 июля 2004 года № 548-ОЗ «О границах и статусе муниципальных образований Омской области».

## Население
| 2010  | 2011  | 2012  | 2013  | 2014  | 2015  | 2016  |
| ----- | ----- | ----- | ----- | ----- | ----- | ----- |
| 2489  | ↗2497 | ↗2514 | ↘2427 | ↘2371 | ↘2324 | ↘2266 |
| 2017  | 2018  | 2019  | 2020  | 2021  | 2023  |       |
| ↘2247 | ↘2203 | ↘2146 | ↘2108 | ↘1980 | ↘1957 |       |

## Состав сельского поселения
| № | Населённый пункт | Тип населённого пункта       | Население |
| - | ---------------- | ---------------------------- | --------- |
| 1 | Байдалин         | деревня                      | ↗303      |
| 2 | Баландино        | деревня                      | ↘246      |
| 3 | Победа           | деревня                      | ↗193      |
| 4 | Пристанское      | село, административный центр | ↗1747     |